# Mount Strathcona
Mount Strathcona är ett berg i Antarktis. Det ligger i Östantarktis. Australien gör anspråk på området. Toppen på Mount Strathcona är 1 380 meter över havet.
Terrängen runt Mount Strathcona är huvudsakligen platt. Trakten är obefolkad. Det finns inga samhällen i närheten.